# Застава Сијера Леонеа
Застава Сијера Леонеа је званично прихваћена 27. априла 1961. године. Застава је хоризонтална тробојка зелене, беле и плаве боје. 
Зелена симболизује пољопривреду, планине и природне ресурсе. Плава је симбол наде да ће природна лука у Фритауну допринети миру у свету а бела означава једниство и правду. 